# Šmartno pri Slovenj Gradcu

Šmartno pri Slovenj Gradcu is een plaats in Slovenië en maakt deel uit van de gemeente Slovenj Gradec in de NUTS-3-regio Koroška, aan de voet van het gebergte Pohorje. De plaats telde 1.243 inwoners op 1 januari 2020.

## Verkeer en vervoer
Langs het dorp loopt de tweebaans regionale weg nr 4, Dravograd - Celje. Vlak voor Celje is de dichtstbijzijnde autosnelweg, de A1.
Tot in de jaren 60 reed er ook een trein, op de lijn Dravograd - Celje. Tegenwoordig is de lijn beperkt tot Celje - Velenje. De fietsroute G11, ook van Dravograd naar Celje, loopt deels over het voormalig tracé, waaronder het deel langs Šmartno.

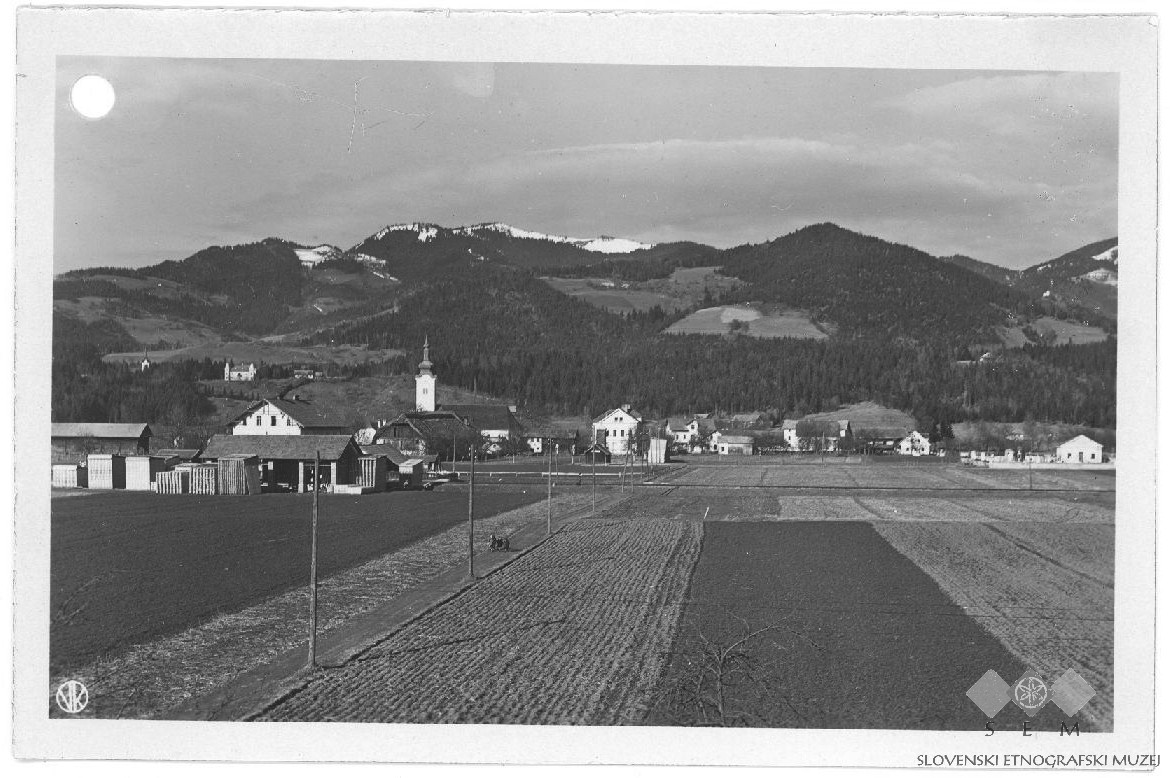
Ansichtkaart van Šmartno (tussen 1928 en 1947)